# Dengmu (sockenhuvudort i Kina, Tibet Autonomous Region, lat 28,89, long 92,84)
Dengmu (kinesiska: 登木, 登木乡) är en sockenhuvudort i Kina. Den ligger i den autonoma regionen Tibet, i den sydvästra delen av landet, omkring 190 kilometer sydost om regionhuvudstaden Lhasa. Antalet invånare är 2 859. Befolkningen består av 1 394 kvinnor och 1 465 män. Barn under 15 år utgör 21,0 %, vuxna 15-64 år 72 %, och äldre över 65 år 5,0 %.
Runt Dengmu är det mycket glesbefolkat, med 2 invånare per kvadratkilometer. Det finns inga andra samhällen i närheten. Trakten runt Dengmu består i huvudsak av gräsmarker.
Genomsnittlig årsnederbörd är 991 millimeter. Den regnigaste månaden är juni, med i genomsnitt 224 mm nederbörd, och den torraste är december, med 5 mm nederbörd.